# Wer Dank opfert, der preiset mich
Wer Dank opfert, der preiset mich (BWV 17) ist eine Kirchenkantate von Johann Sebastian Bach. Er schrieb sie 1726 für den 14. Sonntag nach Trinitatis und führte sie am 22. September 1726 erstmals auf.

## Geschichte und Worte
Bach komponierte die Kantate in seinem vierten Jahr in Leipzig für den 14. Sonntag nach Trinitatis. Sie wird seinem dritten Kantatenzyklus zugerechnet. Die vorgeschriebenen Lesungen für den Sonntag waren Gal 5,16-24 , Paulus über die „Werke des Fleisches und die Frucht des Geistes“, und Lk 17,11-19 , die Heilung der zehn Aussätzigen.
In diesem Jahr führte Bach 18 Kantaten seines Verwandten Johann Ludwig Bach auf, der in Meiningen Hofkapellmeister war. Bach scheint auch von dessen Texten beeindruckt gewesen zu sein und vertonte einige Texte ähnlicher Struktur: Sieben Sätze in zwei Teilen, die vor und nach der Predigt musiziert werden, wobei der erste Teil mit einem Zitat aus dem Alten Testament beginnt, der zweite mit einem aus dem Neuen Testament.

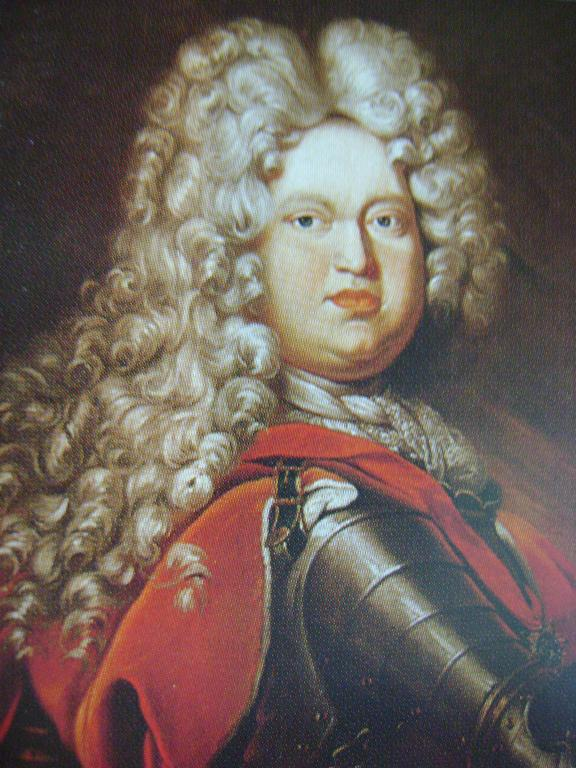
Ernst Ludwig I. von Sachsen-Meiningen, der Autor des Textes

Bach komponierte einige Texte, die auch sein Verwandter verwendet hatte, darunter diese Kantate. Sie wurde geschrieben von Ernst Ludwig I. von Sachsen-Meiningen, laut Christoph Wolff.
Der Dichter entnimmt dem Evangelium den Gedanken, dass der Mensch Gott zu Dank verpflichtet ist. Als Bibelkenner beginnt er mit Ps 50,23  und legt dem Rezitativ, das Teil II beginnt, die Verse 15 und 16 des Evangeliums zugrunde. Er spielt auf weitere Bibelstellen an, in Satz 2 auf Ps 19,5 , in Satz 3 auf Ps 36,6 , zum Preis der Schöpfung Gottes. In Satz 6 verweist die Formulierung „Lieb, Fried, Gerechtigkeit und Freud in deinem Geist“ auf Röm 14,17 . Der Schlusschoral ist die dritte Strophe von „Nun lob, mein Seel, den Herren“ von Johann Graumann (Poliander), erschienen 1530.
Bach führte die Kantate erstmals am 22. September 1726 auf. Er benutzte später den ersten Satz als Vorlage für den Abschluss „Cum sancto Spritu“ im Gloria seiner Missa in G-Dur, BWV 236.

## Besetzung und Aufbau
Die Kantate ist besetzt mit vier Solisten, Sopran, Alt, Tenor und Bass, vierstimmigem Chor, zwei Oboen, zwei Violinen, Viola und Basso continuo. Ihre sieben Sätze sind in zwei Teile aufgeteilt, die vor und nach der Predigt musiziert wurden. Beide Teile beginnen mit einem Bibelzitat.
Teil I
1. Coro: Wer Dank opfert, der preiset mich
2. Recitativo (Alt): Es muss die ganze Welt ein stummer Zeuge werden
3. Aria (Sopran): Herr, deine Güte reicht, so weit der Himmel ist

Teil II
1. Recitativo (Tenor): Einer aber unter ihnen
2. Aria (Tenor): Welch Übermaß der Güte
3. Recitativo (Bass): Sieh meinen Willen an, ich kenne, was ich bin
4. Choral: Wie sich ein Vatr erbarmet

## Musik
Der Eingangschor stellt die Psalmverse in zwei fugierten Abschnitten vor, die durch eine instrumentale Sinfonia eingeleitet werden. Alle Rezitative sind secco. In der ersten Arie illustrieren Sopran und zwei obligate Violinen in aufsteigenden Linien den Text „so weit die Wolken gehen“, wobei die Worte „preisen“ und „weisen“ durch ausgedehnte Koloraturen hervorgehoben werden.
Das Bibelzitat im Rezitativ zu Beginn von Teil II hat erzählenden Charakter und ist daher der Tenorstimme anvertraut, ähnlich dem Evangelisten in Bachs Oratorien und Passionen. Die zweite Arie wird von allen Streichern begleitet. Beide Arien haben den gleichen ungewöhnlichen Aufbau. Sie sind dreiteilig, der dritte Teil ist vokal kein da capo, aber mit ihm gleichzeitig wird das einleitende Ritornell wiederholt, was dem Satz Geschlossenheit verleiht. John Eliot Gardiner bewundert besonders den vierstimmigen Satz des zwölfzeiligen Schlusschorals für seine Tonmalerei zu den herbstlichen Worten „Gleichwie das Gras vom Rechen, ein Blum und fallendes Laub, der Wind nur drüber wehet“, und vergleicht ihn mit dem zentralen Satz der Motette Singet dem Herrn ein neues Lied, BWV 225.

## Einspielungen
- J.S. Bach: Kantaten BWV 110, BWV 17. Hans Thamm, Windsbacher Knabenchor, Südwestdeutsches Kammerorchester Pforzheim, Herrad Wehrung, Emmy Lisken, Georg Jelden, Jakob Stämpfli. Cantate, 1961.
- Bach: Sacred Cantatas, Vol. 1, BWV 1–14, 16–19. Nikolaus Harnoncourt, Wiener Sängerknaben, Chorus Viennensis, Solist der Wiener Sängerknaben, Paul Esswood, Kurt Equiluz, Max van Egmond. Teldec, 1972.
- Bach Cantatas Vol. 4 – Sundays after Trinity I. Karl Richter, Münchener Bach-Chor, Münchener Bach-Orchester, Edith Mathis, Julia Hamari, Peter Schreier, Dietrich Fischer-Dieskau. Archiv Produktion, 1977
- Die Bach Kantate Vol. 17. Helmuth Rilling, Gächinger Kantorei, Bach-Collegium Stuttgart, Arleen Augér, Gabriele Schreckenbach, Adalbert Kraus, Walter Heldwein. Hänssler, 1982.
- Bach Edition Vol. 8 – Cantatas Vol. 3. Pieter Jan Leusink, Holland Boys Choir, Netherlands Bach Collegium, Ruth Holton, Sytse Buwalda, Knut Schoch, Bas Ramselaar. Brilliant Classics, 1999.
- Bach Cantatas Vol. 7: Ambronay / Bremen. John Eliot Gardiner, Monteverdi Choir, English Baroque Soloists, Malin Hartelius, Robin Tyson, James Gilchrist, Peter Harvey. Soli Deo Gloria, 2000.
- J.S. Bach: Complete Cantatas Vol. 17. Ton Koopman, Amsterdam Baroque Orchestra & Choir, Sandrine Piau, Bogna Bartosz, Christoph Prégardien, Klaus Mertens. Antoine Marchand, 2002.
- J.S. Bach: Cantatas for the Complete Liturgical Year Vol. 5. Sigiswald Kuijken, La Petite Bande, Gerlinde Sämann, Petra Noskaiová, Jan Kobow, Dominik Wörner. Accent, 2006.
- J.S. Bach: Cantatas Vol. 46 – Cantatas from Leipzig 1723 / IV – BWV 46, 95, 136, 138. Masaaki Suzuki, Bach Collegium Japan, Hana Blažíková, Robin Blaze, Gerd Türk, Peter Kooij. BIS, 2009.